# Nastola
Nastola este o fostă comună din Finlanda.